# 도깨비바늘
도깨비바늘(문화어: 털가막살이)은 국화과에 딸린 한해살이풀이다. 한국 · 일본 · 중국 · 호주 · 인도 · 아프리카 등 세계적으로 널리 분포한다. 차귀사리라고도 한다.

## 생태
산이나 들에 흔히 난다. 키는 50~1m이며 털이 약간 있고 줄기는 네모진다. 잎은 마주나며 길이가 11-19mm, 양면에 털이 있고, 1~3회 깃 모양으로 깊이 갈라진다. 갈라진 조각은 난형 또는 장타원형으로 끝이 뾰족하고 톱니가 있으며, 잎자루는 3.5-5cm이다. 여름·가을로 줄기 끝이나 잎겨드랑이에서 긴 꽃줄기가 나와 원추꽃차례에 노란 꽃이 한 송이 핀다. 두화는 지름이 13-16mm 정도이고, 총포조각은 선형이며 털이 있고, 설상화는 1~3개이다. 드물게 5개가 달리는 것도 있다. 열매는 길이 1-2cm의 수과로서 선형이며 관모가 가시 모양이고 끝이 갈고리 모양이어서 사람의 의복이나 짐승의 몸에 잘 들러붙는다.

## 쓰임새
줄기와 잎은 약용하거나 식용한다(어린순은 나물로 먹고, 줄기와 잎은 생즙을 내어 벌레에 쏘였을 때나 상처에 바르는 약으로 쓰인다)

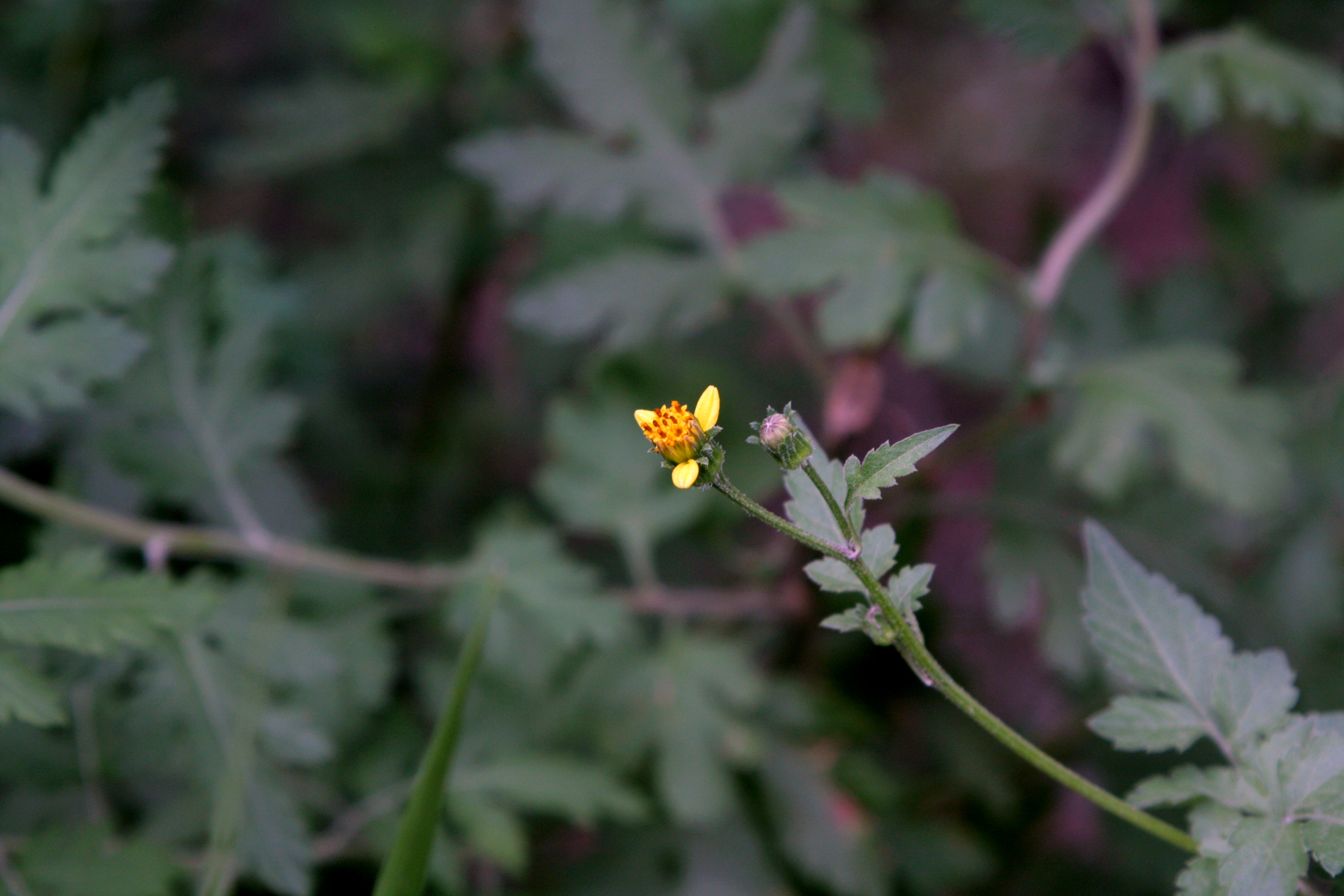
꽃
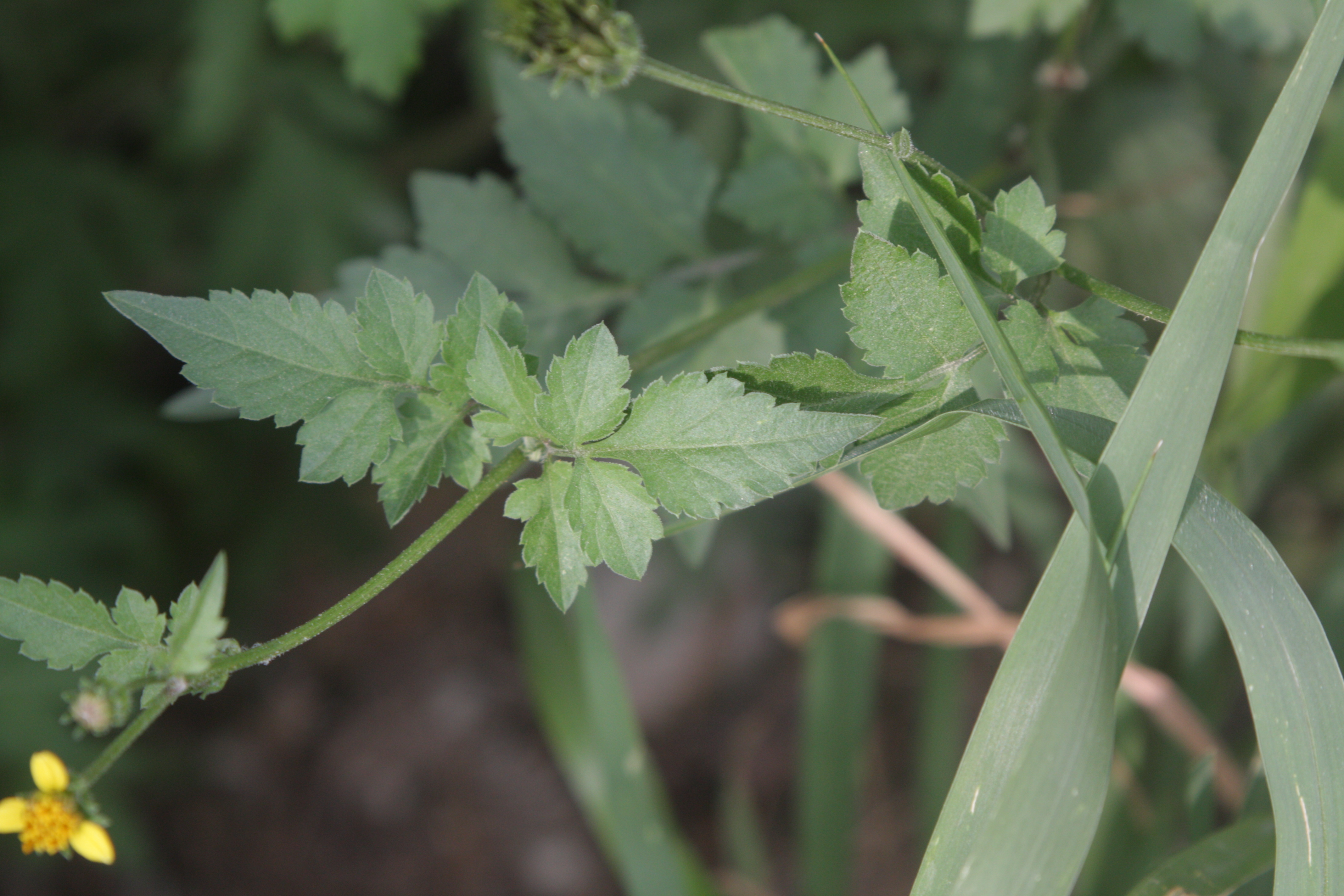
잎
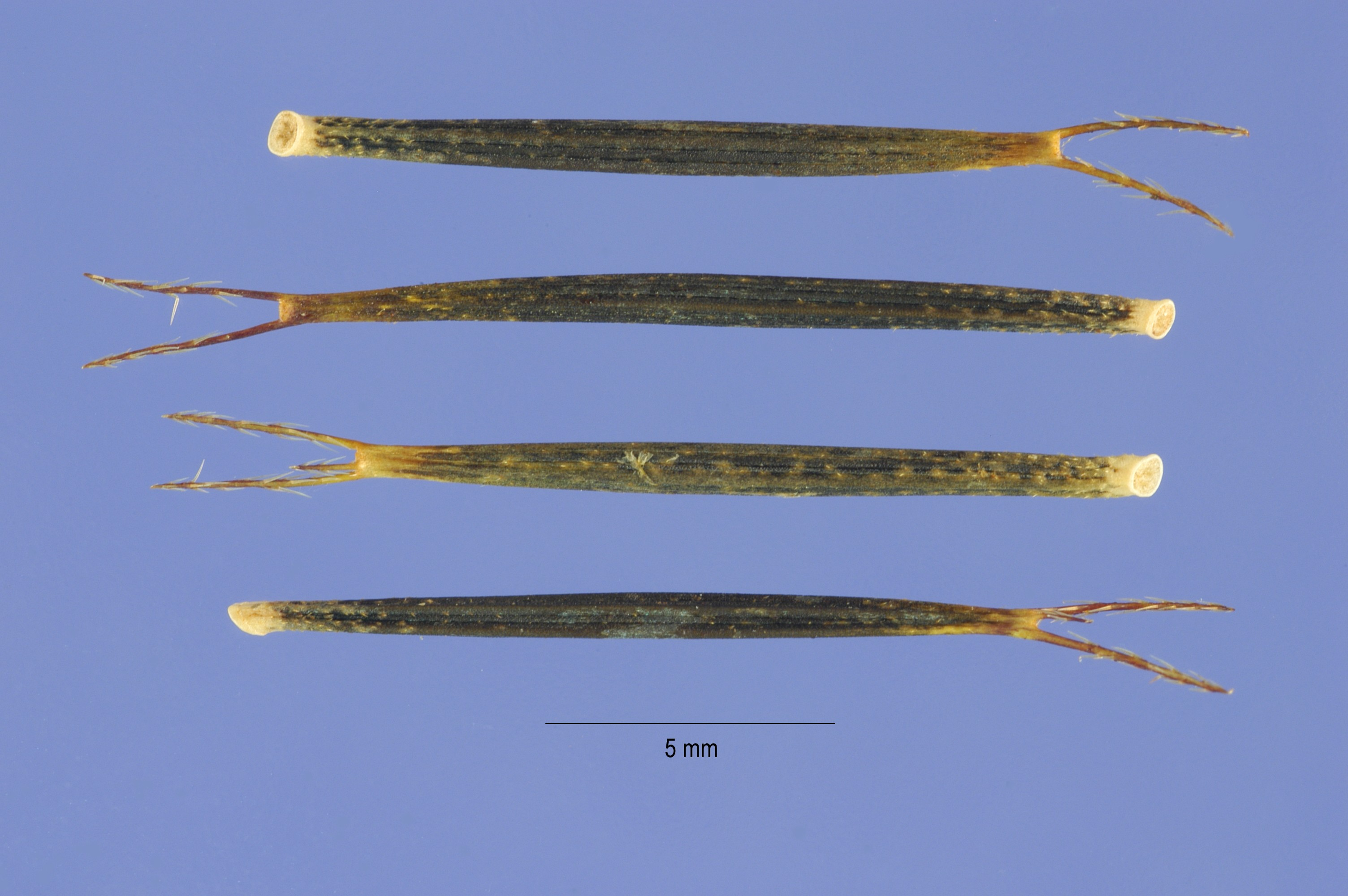
열매

## 참고 문헌
- 이 문서에는 다음커뮤니케이션(현 카카오)에서 GFDL 또는 CC-SA 라이선스로 배포한 글로벌 세계대백과사전의 내용을 기초로 작성된 글이 포함되어 있습니다.